# Sulyok Mária
Sulyok Mária (Királyhida, 1908. november 5. – Budapest, 1987. október 20.) Kossuth-díjas magyar színművésznő, érdemes és kiváló művész.
1926-ban kezdte tanulni a színészmesterséget a budapesti Országos Magyar Királyi Színművészeti Akadémián. 1929-ben kezdődött színpadi pályafutása. Néhány évvel később megkapta első filmszerepét, s bár ebben a műfajban is emlékezetes alakításokkal örvendeztette meg a közönséget, igazi terepe a színház volt. Noha természetes adottságai „királynői” szerepekre predesztinálták, pályája során meggyőzően keltett életre polgárasszonyokat, munkásnőket, parasztasszonyokat is. Az egyik legszebb orgánumú és legszebben beszélő magyar színésznő volt, aki 1952 és 1966 között tanította is a beszédművészetet és a színészmesterséget a Színművészeti Főiskolán.
A szép beszédről egy ízben így nyilatkozott: „Azt kell mondanom, hiszen ezt tapasztalatból tudom, hogy rendkívül nagy energiát fordítanak a beszéd oktatására. Véleményem szerint sokkal inkább arról van szó, hogy egyes fiatalok, amikor »belülről« nem tudják hitelesíteni a figurát, akkor elkezdenek dünnyögni, »életszerűen« beszélni, mert azt hiszik, hogy attól hétköznapibb és elfogadhatóbb lesz a figura. Pedig attól csak élvezhetetlenebb lesz a játékuk. Én a csúnya beszédet a hiteltelen játék mankójának érzem. […] A darab, a film témája és műfaja természetesen sok mindent meghatároz. Így mindenekelőtt a színész magatartását az adott műben. Ez a magatartás az egyedüli mérce, ennek kell megszabnia a beszéd jellegét, stílusát is. Eltérést talán ott látok, hogy a mikrofon természetesen más igényeket támaszt, mint a színpad, ahol a színésznek a kakasülő közönségére is kell gondolnia.”

## Pályafutása

### Királyhidától Budapestig
Sulyok Mária Királyhidán született. Édesapja katonatiszt volt, Máriát az ő vezetékneve után Szautnerként anyakönyvezték. Édesanyja, Sulyok Julianna Vas vármegyéből származott, két évvel Mária születése után elhunyt. Máriának volt két nővére és két bátyja. A gyerekek felnevelése érdekében az apa engedett a két nagyobbik lány unszolásának, és feleségül vett egy középkorú osztrák nőt, Hermina Schwertnert, aki a házasság után lelkiismeretesen gondoskodott az öt gyerekről. Mária Királyhidán végezte az iskola első két osztályát, harmadik évben viszont átkerült a Lajta túlpartján fekvő Bruck leányiskolájába. Ennek köszönhetően a magyar mellett a német nyelvet is elsajátította, hiszen a tantárgyakat németül oktatták. Az első világháború befejezése után osztrák állampolgárságot kapott. A határok megváltozása miatt ugyanis Királyhida Ausztria fennhatósága alá került, ezért sokan elhagyták a várost, akik nem akartak osztrák uralom alatt élni. Az édesapa 1919-ben agyvérzésben meghalt, a család az özvegyen maradt mostohaanya gondoskodása ellenére szétesett. Mária egyik fivére még a háborúban meghalt, a másik messzire költözött. Mindkét nővére férjhez ment, egyikőjük Budapestre. Csupán Mária maradt Bruckban, ahol mostohaanyja viselte a gondját.
A brucki leányiskolában támadt fel Mária érdeklődése a színjátszás iránt. Az iskolai kongregáció vezetője, Mária nővér ugyanis egyrészt színházkedvelő volt, másrészt nevelési célból fontosnak tartotta, hogy a növendékek színi előadásokat szervezzenek. Mivel Szautner Mária magabiztos kislány volt, aki szépen beszélte a nyelvet, Mária nővér szívesen szerepeltette őt. A gyermeket itt érte első művészi kudarca: az egyik előadáson nagyobb szerepet kapott, ám eltévesztette a német szöveget. Ekkor döntött úgy, hogy magyar színésznő lesz, magyarul fog játszani. Döntése honvággyal párosult, ezért 17 évesen elhagyta Bruckot, és Budapestre utazott, ahol 1925 őszén utójelentkezéssel felvették a Színiakadémiára. A felvételi vizsgán Petőfi Sándor Anyám tyúkja című versét szavalta el, illetve németül elmondta a Miatyánkot. E szerény repertoár is meggyőzte azonban a felvételi bizottságot a fiatal lány tehetségéről. Színi tanulmányai ideje alatt a fővárosban élő nővérénél lakott. Első éves volt, amikor azt hitte, hogy elvesztette osztrák útlevelét, ezért a magyar hatóságoktól magyar okmányokat igényelt. Az Akadémia befejezése után visszakapta korábban leadott osztrák iratait is, így kettős állampolgárnak számított. Mivel szerény jövedelme (nevelőanyja özvegyi nyugdíjának ráeső része) nem volt elég a megélhetéshez, már főiskolásként statisztált a Nemzeti Színházban: Hevesi Sándor rendezésében többek között Ódry Árpád, Tőkés Anna, Bajor Gizi és Uray Tivadar társaságában léphetett színpadra.

### A pályakezdés
Sulyok Mária záróvizsgáján részt vett a debreceni színház akkori igazgatója, Kardos Géza, aki rögtön szerződést ajánlott számára. Egy évadot töltött Debrecenben, ahol hetente két új prózai és egy zenés darabban szerepelt, ugyanis az előadások nem mentek túl hosszú ideig. Ráadásul a nehéz gazdasági helyzetben előfordult, hogy a művészek még fizetést se kaptak, mert nem volt néző, üres volt a kassza. A szegényes körülményekkel együtt járt, hogy nem volt szövegkönyv sem, a színészek a Színházi Élet című lapból tanulták szerepeiket, mivel az újság rendszeresen közölt teljes darabokat szerepek szerint lebontva, zenés művek esetében pedig még kottákat is. Egy év után átkerült Miskolcra, Sebestyén Géza társulatához. Az évad vége felé a budapesti Vígszínház két akkori vezetője, Jób Dániel és Roboz Imre meglátták őt az egyik darabban, és szerződést ajánlottak neki. A lehetőség nagyon kecsegtető volt, de végül nem váltotta be Sulyok Mária reményeit. Laurent Doillet A gyógyszerész úr című darabjában lépett fel először, melyben partnere a rendező volt, Góth Sándor. Mária úgy érezte, sem a rendező, sem a többi kolléga nem szimpatizál vele, a továbbiakban pedig csak két kisebb szerepet kapott a színházban. Az évad végén a szerződését sem újították meg, ezért átment a Magyar Színházhoz. Innen rögtön kölcsön is kérte őt a Pesti Színház egy beugrásra, amivel akkora sikert aratott, hogy a továbbiakban már főszerepeket osztottak rá. Erre az időszakra esett házasságkötése is Elek Béla (1892–1965) felvidéki földbirtokossal. A fokozódó német befolyás idején az elismert szakembernek számító, baloldali érzelmű Pünkösti Andor ajánlott számára főszerepeket: játszott Pirandello IV. Henrikjében és Gertrudis volt Shakespeare Hamletjében. Mindkét darabban Várkonyi Zoltán volt a partnere. A Hamlet nagy siker volt, több mint 200 előadást ért meg, ami az akkori társadalmi-színházi viszonyok közepette igen figyelemre méltó szám volt.

### A német megszállástól az 1956-os forradalomig
A német megszállást követően bezárt a színház, Pünkösti öngyilkos lett. Sulyok Mária e nehéz időszakban nem lépett színpadra sehol sem, viszont megosztotta, amije volt a rászoruló kollégákkal. Ő maga szerénységből nem beszélt erről túl sokat, egy ízben egy riportban mindössze ennyit mondott: „…a bujkálóknak nem volt élelmiszerük, nekünk meg volt elegendő, és megosztottuk. Ennyi az egész. Ez természetes, az ember erről már csak szeméremből sem beszél. Semmiféle hőstettet nem vittem végbe. Semmi kockázatot nem vállaltam, akkor maga az élet volt kockázatos.” Szavai igazságát támasztja alá, hogy az utcán egy eltévedt golyó megsebesítette: a vádlijába fúródott, és csak többhetes kórházi ápolás után tudott újra járni. Egyik állandó látogatója Várkonyi Zoltán volt, aki jövőbeni színházi terveiről mesélt neki. E tervekből 1945. szeptember 23-án valósult meg az egyik, Jean Cocteau Rettenetes szülők című darabjának előadása a Művész Színházban, Várkonyi irányításával. Sulyok Mária játszotta az édesanyát, Gábor Miklós volt a fia, további partnerek: Uray Tivadar és Keresztessy Mária. A bemutató nagy sikert aratott, a darabnak még vagy 100 előadása volt teltházak mellett. Sulyok 1947-ig maradt a Művész Színháznál, ahol ugyan jól érezte magát, de mégis elfogadta a Nemzeti Színház ajánlatát, hiszen a nemzet első számú színházának társulatához csatlakozni minden magyar művész számára megtiszteltetés. Új helyén a Vágy a szilfák alatt című darabban mutatkozott be, Balázs Samu és Gábor Miklós partnereként. Sajnos a Nemzetiben töltött három évad végső soron csalódást okozott a művésznőnek, mert képtelen volt alkalmazkodni a diktátumszerűen alkalmazott Sztanyiszlavszkij-módszer elvárásaihoz, rendezőinek ezzel kapcsolatos igényeihez, s noha nagy szerepeket kapott, úgy érezte, nem oldotta meg őket kifogástalanul, bár olykor jó kritikái voltak. A következő állomás a Belvárosi Színház volt, ahol a mindinkább eluraló sematizmus jegyében választott darabokat voltak kénytelenek előadni: Sulyok Mária pályáján a klasszikus szerepeket felváltották a hétköznapi nőfigurák sajnos nem mindig igazán jól megírt szerepei. A művésznő erről az időszakról később azt mondta: „Játszani nem volt nehéz abban az időben, inkább megélni, átélni volt nehéz azokat az éveket.”
Mivel a Vígszínház súlyos károkat szenvedett a háború alatt, helyreállításában pedig a Néphadsereg aktív szerepet vállalt, az intézmény néhány évig A Magyar Néphadsereg Színháza nevet viselte. A nyitó előadáson Sulyok Zrínyi Ilonát játszotta a II. Rákóczi Ferenc fogsága című darabban. Az elvárásoknak megfelelően az új színházban is a Sztanyiszlavszkij-módszer szerint kellett játszania, de alakítását annyira rossznak érezte, hogy rövidesen eltért a módszer alkalmazásától. A saját stílusa szerinti játéktól annyira élettelivé vált az előadás, hogy mindenki elfogadta, hogy ezentúl így játszik tovább. Egyébként nem volt könnyű helyzetben akkoriban sem, mivel gyakran kellett „tájelőadások”-ra mennie a társulattal vidéki laktanyák kultúrtermeibe, a legszigorúbb konspirációs előírások mellett, mint ha titkos katonai küldetésen lennének: senkinek nem volt szabad elárulniuk, melyik városba mennek fellépni. Ennek ellenére ez az időszak is szép sikereket hozott számára, Raisza Pavlovna alakítását Osztrovszkij Erdő című darabjában pályafutása egyik legkiemelkedőbb szerepformálásaként tartják számon. Az 1956-os forradalomban nem vett részt aktívan.

### A Vígszínházban töltött évek

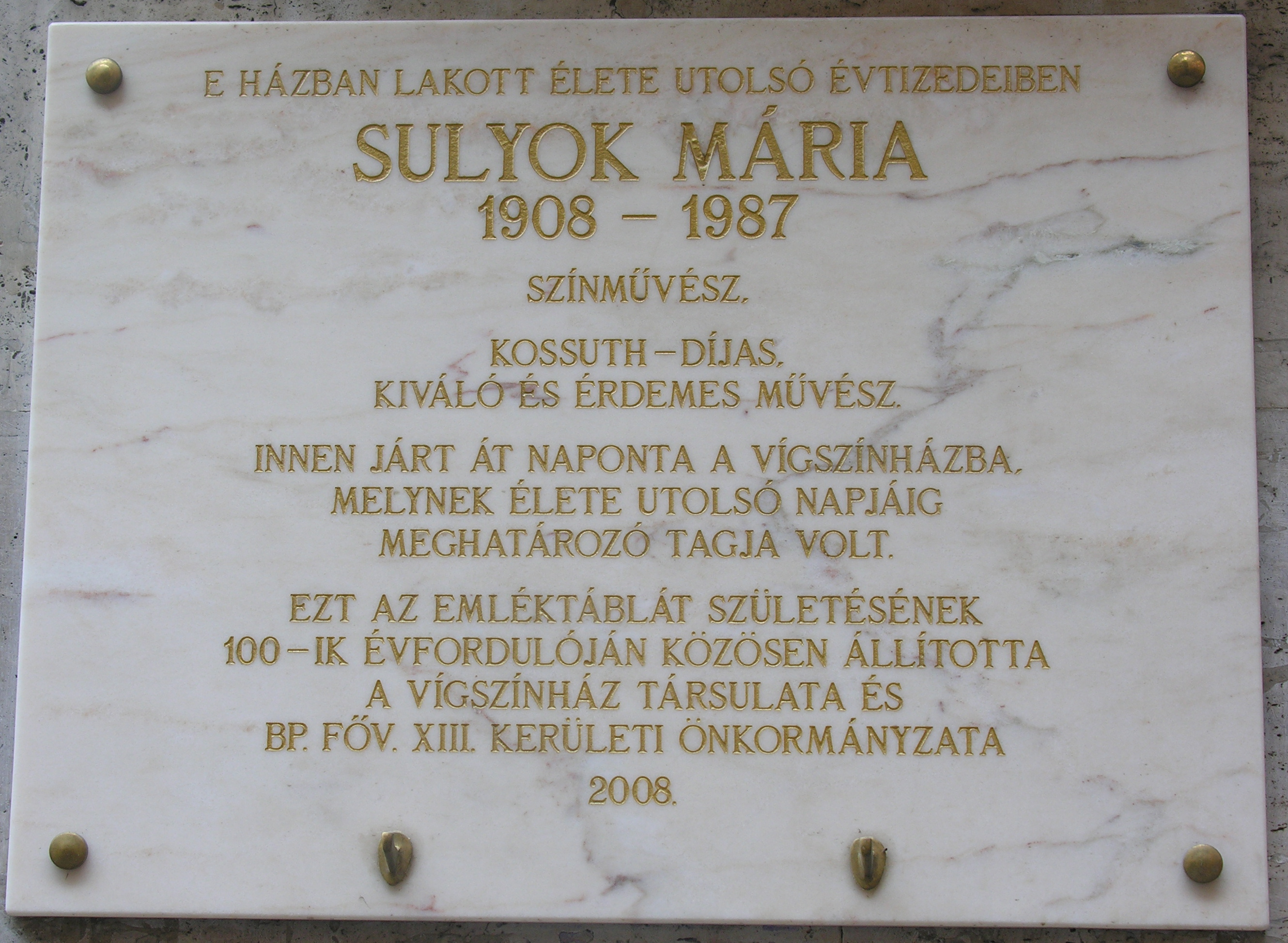
Sulyok Mária emléktáblája utolsó lakhelyén, a Hollán Ernő (akkor Fürst Sándor) utca 10. szám alatt

1959-ben három nagy szerepet játszott: Claire Zachanassiant Dürrenmatt Az öreg hölgy látogatása című darabjában, az édesanyát Pavel Kohout Ilyen nagy szerelem és Helént Shelagh Delaney Egy csepp méz című színművében. Mindhárom alakításáról elragadtatott kritikák jelentek meg. 1961-ben szerződött a Vígszínházhoz, ahol kifejezetten miatta tűzték műsorra Eduardo De Filippo Filuména házassága című komédiáját, melyben a címszereplőt alakította magával ragadó módon. Két évvel később Shakespeare Rómeó és Júlia című tragédiájában a dajkát formálta meg új felfogásban. További szerepeiben ugyancsak kivívta a közönség és a kritika tetszését. Nagy szerepei közé tartozik Hekabé Euripidész Trójai nők című drámájának Jean-Paul Sartre-féle átiratában. 1966-ban mindjárt három különböző helyen játszotta el a szerepet, mindháromszor Vámos László rendezésében: először a Vígszínházban, aztán a Szegedi Szabadtéri Játékokon és végül a televízióban. A próba időszakában súlyos csapás érte: meghalt szeretett férje, aki a háború után mindenét elveszítette, és onnantól kezdve haláláig gyakorlatilag a felesége tartotta el. Sulyok Mária erről szerényen mindössze ennyit mondott: „Ha jó volt a gazdagsága, el kellett fogadni a szegénységét is.” Hekabé eljátszása segített feldolgozni a magánéleti csapást, és olyan színekkel gazdagította játékát, amely végleg a legnagyobb színésznők közé emelte. A rettegett színikritikusnak tartott Molnár Gál Péter így írt alakításáról: „Mitikus mélységei vannak alakításának, az anyai fájdalom Nióbe-szerű örök vonásait és egy algériai, vietnámi, gyarmati anya vezércikk hevületű napi politikumát is alárejti a szerepépítménynek.” Maga a művésznő pályája legnagyobb szerepének Orbánnét tartotta Örkény István Macskajáték című tragikomédiájában, melyet a Pesti Színházban adtak elő. Partnere a kitűnő Bulla Elma volt. Az előadás Budapesten közel 400-szor ment, a színésznőt pedig még Berlinbe is meghívták, ahol német nyelven játszotta ugyanezt a szerepet, ugyancsak óriási sikerrel. A Vígszínház társulatától mégis megvált, méghozzá  sértődötten. Anyagi okok miatt ugyanis a színház igazgatója, Várkonyi Zoltán saját maga mellett Sulyok Mária, Páger Antal és Bulla Elma nyugdíjaztatását javasolta. A direktort jó szándék vezette, hiszen mindegyik kitűnő művészt tovább kívánta volna foglalkoztatni, de bérük nyugdíjasként már nem a színház költségvetését terhelte volna. Sulyok Mária azonban nehezményezte az eljárást, és megvált a társulattól, két kollégája viszont vállalta az újfajta foglalkoztatási módot.

### Az utolsó évtized

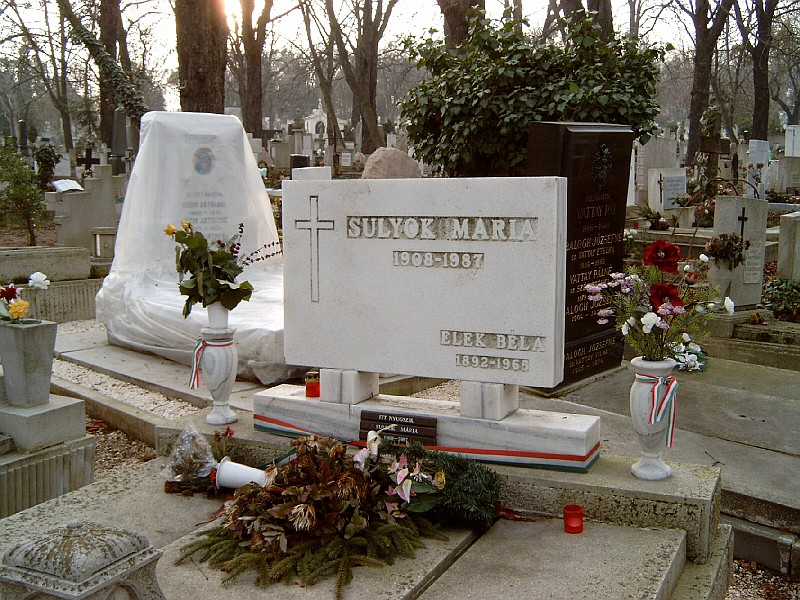
Sulyok Mária sírja Budapesten. Farkasréti temető: 1-1-142/143.

Férje halálát követően a művésznő felhagyott a főiskolai tanítással, amiben szerepet játszott az is, hogy nem mindegyik tanítványával sikerült megtalálnia a megfelelő hangot, mivel az általa támasztott szakmai követelményeknek nem mindegyik diákja akart megfelelni. Tanítványai közül főleg Venczel Vera és Molnár Piroska későbbi pályafutását igyekezett nyomon követni. Kései színházi szerepei közül említésre méltó még Federico García Lorca Bernarda Alba háza című drámájának főszerepe, annak ellenére, hogy alakításával ő maga elégedetlen volt. Arthur Miller A salemi boszorkányok című darabjában lépett utoljára színpadra a Madách Színházban. Élete utolsó két évtizedében egyedül élt, de nem volt magányos: gyakran fogadott vendégeket, és olykor ő maga is járt vendégségbe. A filmesek 1975 után teljesen elfeledkeztek róla, és csak tíz év múlva, 1984-ben kapott még egy kis szerepet egy másik Lorca-mű, a Yerma magyar–nyugatnémet filmváltozatában. Súlyos betegsége influenzával kezdődött, állapota fokozatosan romlott. 1987. október 20-án hunyta le a szemét örökre. Temetése november 5-én volt a Farkasréti temetőben, ahol a Madách Színház nevében Koncz Gábor búcsúzott tőle. A művésznő még életében e szavakkal összegezte a pályáját: „…nincs kis és nagy szerep. Mindig derék katona voltam, igyekeztem elvégezni, amit rám bíztak. Ma már szívet ültetnek át, az én feladatom csak az volt, hogy olykor némi élettel telítsek egy-egy papírfigurát. Ha beskatulyáztak, hol démoni asszonynak, hol pedig reakciós úrhölgynek, nemigen bántam, igyekeztem mindegyiket más és más lélekkel telíteni. Pályám egészét tekintve azért nem panaszkodhatom, többnyire igazán nagy fő- vagy epizódszerepeket játszhattam el. Megesett persze velem, ami annyi más emberrel is, hogy hol kinyílt, hol bezárult a pályám, hogy harmonikázott az életem…”

## Elismerései
- Kossuth-díj (1957)
- Érdemes művész (1961)
- Kiváló művész (1963)
- Varsányi Irén-emlékgyűrű (1971)
- SZOT-díj (1973)
- Ajtay Andor-emlékdíj (1976)

## Szerződései
- 1929 Debrecen
- 1930 Miskolc
- 1931 Vígszínház
- 1932 Magyar Színház
- 1933 Pesti Színház
- 1935 Városi Színház
- 1935 Royal Színház
- 1937 Vígszínház, Pesti Színház
- 1941 Madách Színház
- 1945 Művész Színház
- 1946 Belvárosi Színház
- 1946 Nemzeti Színház
- 1949 Belvárosi Színház
- 1950 Vidám Színpad
- 1952 A Magyar Néphadsereg Színháza
- 1956 Petőfi Színház
- 1961 Vígszínház
- 1977 Madách Színház

## Színpadi szerepei
Színházi adattár
A Színházi adattárban regisztrált bemutatóinak száma: 87; ugyanitt száztizenkét színházi felvételen is látható.
| - Ábrahám Pál: 3:1 a szerelem javára (Mira) - Edward Albee: Érzékeny egyensúly (Ágnes) - Andai Ernő – Bálint Lajos: Baskircsev Mária (Baskircsev Mária) - Jean Anouilh: Euridike (Anya) - Arcubasev: Féltékenység (Mihalova Klavdij) - Balázs Sándor: Érettségi után (Vera) - Bókay János: A rossz asszony (Alisz) - Clare Boothe: Asszonyok (Christiné Allan) - Edouard Bourdet: Szabad az út (Jacqueline) - Bertolt Brecht: Egy fő, az egy fő (Hocinesze Leokádia) - Bródy Sándor: A tanítónő (Tóth Flóra) - Jean Cocteau: Rettenetes szülők (Yvonne) - Anton Pavlovics Csehov: Sirály (Arkagyina) - Csiky Gergely: Az udvari kalap (Leona) - Csiky Gergely: Kaviár (Barlanghy Brigitta) - Csurka István: Eredeti helyszín (I. örömanya) - Csurka István: Szájhős (Moórné) - Csurka István: Csak akarni kell (Moórné) - Eduardo De Filippo: Filuména házassága (Filumena Marturanno) - Eduardo De Filippo: Az én családom (Elena) - Shelagh Delaney: Egy csepp méz (Helén) - Déry Tibor: Tükör (Karolin) - Déry Tibor: Itthon (Anna) - Laurent Doillet: A gyógyszerész úr (Genevieve, az ifjú patikusné) - Friedrich Dürrenmatt: Az öreg hölgy látogatása (Claire Zachanassian) - Friedrich Dürrenmatt: Fizikusok (Marta Boll) - Egri Viktor: Közös út (Horkáné) - Eisemann Mihály: Ezüstmenyasszony (Elíz) - Emőd Tamás – Török Rezső: A tányérmosó (Molly) - Euripidész – Jean-Paul Sartre: Trójai nők (Hekabé) - Friestley: A Conway család (Mrs. Conway) - Fodor László: Hajnali vendég (Lídia) - Fodor László: Roulette (Lici) - Fodor László: Csók a tükör előtt (Egy asszony) - Földes Mihály: Mélyszántás (Bittóné) - Gandera: Volga bár (Miriam) - Federico García Lorca: Bernarda Alba háza (Bernarda) - Federico Garcia Lorca: Donna Rosita (Dajka) - G. Láng Erzsi – Lakatos László: Egy szavába kerül (Oroszy Lili) - Johann Wolfgang von Goethe: Faust (Márta) - Makszim Gorkij: Jegor Bulicsov (Glafira) - Makszim Gorkij: Vássza Zseleznova (Ráchel) - Gyakonov: Házasság hozománnyal (Vaszilissza Pavlovna) - Gyárfás Miklós: Játszik a család (Aranka) - Gyárfás Miklós: Fura világ (Lady Buttler) - Harmath Imre: Dínom-dánom (Katica) - Háy Gyula: Romok (Bellányi Kis Teréz) - Hertelendy István: Bolond szerelmesek (Éva) - Hollós Korvin Lajos: Hunyadi (Szilágyi Erzsébet) - Hunyadi József: Bányászbecsület (Lidi) - Henrik Ibsen: John Gabriel Borkman (Gunhild) - Illés Béla: Szivárvány (Somogyiné) - Illyés Gyula: Lélekbúvár (özv. Gáboryné) - Karinthy Ferenc: Pesten és Budán (Farkas Bernátné) - Karinthy–Kárpáthi–Orbók–Varga: Különös tárgyalás (Lazsányiné, Inokayné, Málnayné) - Katona József: Bánk bán (Gertrudis) - Joseph Kesselring: Arzén és levendula (Abby) - Pavel Kohout: Ilyen nagy szerelem (Édesanya) - Kornejcsuk: A nagy műtét (Bocskarjova) - László Aladár: Egy nő, akinek múltja van (Kábel Mária) | - László Miklós: Illatszertár (Rátz kisasszony) - Leonyid Leonov: Hóvihar (Zinocska) - Leonyid Leonov: A jelentéktelen ember (Vera) - Madách Imre: Az ember tragédiája (Hippia) - Mágori Erzsébet: Diplomaták (követfeleség) - Mándi Éva: Hétköznapok hősei (Anna) - William Somerset Maugham: Eső (Sadie Thompson) - Somerset Maugham: Fenség fizetek! (Lady Wanley) - Mell: Új passiójáték (Zsuska szolgálólány) - Mesterházi Lajos: Az ártatlanság kora (Schimdtné ) - Mikszáth Kálmán – Karinthy Ferenc: A Noszty fiú esete Tóth Marival (Homlódyné) - Arthur Miller: A salemi boszorkányok (Rebecca Nurse) - Molnár Ferenc: Olympia (Eugénia) - Molnár Ferenc: A testőr (A mama) - Molnár Ferenc: A hattyú (Beatrix hercegnő) - Molnár Ferenc: Az ismeretlen lány (Anni) - Molnár Ferenc: Harmónia (Vera) - Móricz Zsigmond: Nem élhetek muzsikaszó nélkül (Zsuzsi, a szolgálólány) - Peter Nichols: Tojás Joe halálának egy napja (Grace) - Seán O’Casey: Az ezüst kupa (Heeganné) - Eugene O’Neill: Amerikai Elektra (Christine) - Eugene O’Neill: Vágy a szilfák alatt (Abbie) - Alekszandr Osztrovszkij: Erdő (Raisza Pavlovna) - Örkény István: Macskajáték (Orbánné) - Örkény István: Vérrokonok (özv. Bokorné) - Petőfi Sándor: Tigris és hiéna (Predszláva) - Luigi Pirandello: IV. Henrik (Spina grófnő) - Radzinkszkij: Filmet forgatunk (Nagyezsda) - Armand Salacrou: A gyűlölet éjszakája (Louise) - Sándor Kálmán: A harag napja (Gizella, a professzorné) - Friedrich Schiller: Tell Vilmos (Gertrud) - William Shakespeare: Hamlet (Gertrúd) - William Shakespeare: III. Richárd (Margit királyné) - William Shakespeare: Szentivánéji álom (Hippolyta) - William Shakespeare: Minden jó, ha a vége jó (Rousillon) - William Shakespeare: Rómeó és Júlia (Dajka) - G. B. Shaw: Pygmalion (Higginsné) - G. B. Shaw: A hős és a csokoládékatona (Ekaterina) - Edward Brewster Sheldon: Éjféltől hajnalig (Rosie MacGinnis) - Sólyom László: Holnapra kiderül (Hilda) - August Strindberg: Haláltánc (Alice) - Szabó Magda: Régimódi történet (Rickl Mária) - Szép Ernő: Három levelű lóhere (Asszony) - Szép Ernő: Szívdobogás (Lili méltóságos) - Szép Ernő: Tangó Tibor (Méltóságos asszony) - Szigligeti Ede: II. Rákóczi Ferenc fogsága (Zrínyi Ilona) - Anatolij Szofronov: Moszkvai jellem (Szerverova) - Tabi László: Spanyolul tudni kell (Viola néni) - Thurzó Gábor: Záróra (Stein Hubertné) - Thurzó Gábor: Az ördög ügyvédje (Regina nővér) - Tolsztoj: Szellemesek (Szakácsnő) - Ödön von Horváth: Mesél a bécsi erdő (Nagyanya) - Pierre Weber – Alexis Madis: Kényes válóper (Lydia) - Weöres Sándor: Szent György és a sárkány (Inganga) - Emlyn Williams: Hattyúdal (Fan) - Zágon István: Márciusi szél (Lilian) - Zágon István: Dzsimbi (Margit) - Zilahy Lajos: Gyümölcs a fán (Sacy, az elvált asszony) - Zsolt Béla: Oktogon (Ibolya) |

## Filmjei
| - 1987 A Jávor (archív filmfelvétel) - 1984 Yerma - 1982 II. József császár (tévéjáték) - 1978 Bodnárné (tévéfilm) - 1975 Déryné, hol van? - 1974 III. Béla (tévéfilm) - 1974 Méz a kés hegyén (tévéfilm) - 1974 Próbafelvétel (tévéfilm) - 1973 Az ember melegségre vágyik (tévéfilm, a Mikor van a háborúnak vége? című epizódban) - 1973 III. Richárd (tévéfilm) - 1973 Irgalom (tévésorozat) - 1971 A két Madáchné (tévéfilm) - 1970 Beismerő vallomás (tévéfilm) - 1970 Földindulás (tévéfilm) - 1969 A szájkosár (tévéfilm) - 1969 Nyomozók társasága (tévésorozat) - 1969 Naphosszat a fákon (tévéfilm) - 1968 Isten és ember előtt - 1968 A völgy - 1968 Szeressétek Odor Emiliát! - 1967 Skorbut (rövidfilm) - 1966 Kárpáthy Zoltán - 1966 Ketten haltak meg - 1966 Egy magyar nábob - 1966 Az orvos halála - 1966 Sok hűség semmiért - 1965 Butaságom története | - 1965 Iszony - 1965 A kőszívű ember fiai - 1964 A játékos (tévéfilm) - 1963 Ezer év - 1963 Elektra (tévéfilm) - 1963 Lóvá tett város (tévéfilm) - 1963 Fotó Háber - 1962 Az utolsó vacsora - 1962 Mici néni két élete - 1960 Az arcnélküli város - 1960 Rangon alul - 1957 Bolond április - 1957 A nagyrozsdási eset - 1955 Egy pikoló világos - 1955 Dandin György, avagy a megcsúfolt férj - 1955 Gázolás - 1952 Nyugati övezet - 1951 Becsület és dicsőség - 1951 Különös házasság - 1949 Mágnás Miska - 1944 Idegen utakon - 1944 Ördöglovas - 1943 Aranypáva - 1942 Negyedíziglen - 1940 Jöjjön elsején! - 1940 Férjet keresek - 1938 Maga lesz a férjem - 1935 Szerelmi álmok |

## Hangjátékok
- Az utolsó akkord (1946)
- Henry Longfellow: Aranylegenda (1947)
- Zilahy Lajos: Gyümölcs a fán (1947)
- Farquhard, George: A két szerencsevadász (1949)
- Erskine Caldwell: Embervadászat (1950)
- Lev Tolsztoj: A sötétség hatalma (1950)
- Lev Tolsztoj: Háború és béke (1950)
- Vas Róbert: Habakuk mester fiai (1951)
- Háy Gyula: Gát a Tiszán (1955)
- Maugham, Sommerset: A hódítás iskolája (1957)
- Jókai Mór: Lunátikus Debrecenben (1958)
- Mesterházi Lajos: Pesti emberek (1958)
- Gyárfás Endre: Egy pillanat gyümölcse (1961)
- Honoré de Balzac: Elveszett illúziók (1961)
- Hollós Korvin Lajos: Hunyadi (1961)
- Fjodor Dosztojevszkij: A játékos (1962)
- Francois Muriac: Viperafészek (1962)
- Gyárfás Miklós: Kisasszonyok a magasban (1962)
- O'Neill - Anne Christie (1962)
- Lucille Fletcher: Bocsánat, téves kapcsolás (1963)
- Charles Dickens: Copperfield Dávid (1964)
- Schneider: Az ember, aki Angliából jött (1964)
- Vargha Balázs: Lilla és a varázsló (1965)
- Branislav Nusics: A gyanús személy (1966)
- Mikszáth Kálmán: A Noszthy-fiú esete Tóth Marival (1966)
- Peter Weisd: A vizsgálat (1966)
- Dürrenmatt, Friedrich: A szamár árnyéka (1967)
- Gorkij, Maxim: Jegor Bulicsov és a többiek (1967)
- Mihail Solohov: Csendes Don (1967)
- Kassák Lajos: Mélyáram (1968)
- Reymont, Wladislaw: Parasztok (1968)
- Zapolska, Gabriela: Dulska asszony erkölcse (1968)
- Balzac, Honoré de: Goriot apó (1970)
- A gyanús személy (1970)
- Lorca, Federico Garcia: Vérnász (1970)
- Osztrovszkij: Jövedelmező állás (1970)
- Mártírok nyomában (1971)
- Németh László: Gyász (1971)
- Kaffka Margit: Grószika meséi (1972)
- Macskajáték (1972) rádiós közvetítés
- Török Gyula: A hamu alatt (1972)
- Jókai Anna: Általános foglalkoztató (1973)
- Ireneusz Iredynski: Ketten (1974)
- William Shakespeare: III. Richárd (1974)
- Reymont: Parasztok (1975)
- Wolfgang Borchert: Az ajtón kívül (1975)
- Charles Dickens: A kis Dorrit (1976)
- Klimits Lajos: Szunyogpuszta (1976)
- Alexandru Kiritescu: Szarkafészek (1977)
- Jannis Ritszosz: Mélosz pusztulása (1977)
- Sándor Kálmán: A harag napja (1977)
- Vathy Zsuzsa: Szerelem (1977)
- Hieng, Andrej: Cortez visszatér (1978)
- Kocsonya Mihály házassága - Ismeretlen szerző közjátéka (1978)
- Vallomások regénye (1978)
- Jordan Dobreski: Magányosok (1979)
- Schwajda György: Hajnali négykor (1979)
- Szakonyi Károly: Három dobás hat forint (1979)
- Tarbay Ede: A mozgólépcső vándorai (1979)
- Horváth Péter: Requiem (1980)
- Osztrovszkij: Vihar (1980)
- Iván Radoev: Az emberevő (1982)
- Mándy Iván: Szép álmokat, kislány (1982)
- Arthur Kopit: Szárnyak (1983)
- Babits Mihály: A literátor (1983)
- Lázár Ervin : Lenn a kútban (1983)
- Vészi Endre: A lepecsételt lakás (1983)
- Katajev, Valentyin: Gyöngyvirág (1984)
- Füst Milán: Catullus (1985)
- Molnár Géza: Isten egyetlen igazi pénze (1985)
- Vészi Endre: A leselkedő (1986)

## Emlékezete
Presser Gábor a Jó éjszakát című dalában emlékszik meg róla.

## Könyv
- Nádor Tamás: Múzsák és Mesterek  – Sulyok Mária. Budapest, 1984, Ifjúsági Lap- és Könyvkiadó
- Ferenczi Vera: Sulyok Mária. Budapest, 1990, Múzsák Közművelődési Kiadó